# Konoe Iehiro
Konoe Iehiro (jap. 近衛 家煕; * 1667; † 1739), veraltet: Konoye Iehiro, war Maler, Kalligraph und von 1707 bis 1712 Kampaku und Sesshō für zwei japanische Kaiser.

## Leben
Konoe Iehiro, der Sohn des Konoe Motohiro, war das 21. Familienoberhaupt. Er ist auch als Kalligraph – besonders für Kana – bekannt. Dazu existiert ein 4-bändiges Buch von ihm mit dem Titel Ryūdai Sōsho. 1693 bis 1704 „Minister zur Rechten“ (Udaijin), daraufhin bis 1707 „Minister zur Linken“ (Sadaijin). Er war 1707 bis 1709 Kampaku für Higashiyama-tennō, danach bis 1712/8/28 Sesshō für Nakamikado-tennō, dazu Großkanzler (Daijō Daijin) 1710–1711. Bereits 1711 trug er sich mit dem Gedanken als Regent zurückzutreten, konnte jedoch von Shogunat durch eine Pfründe von 1000 koku – die wohl seine Schwester Hiroko arrangierte, bis zum folgenden Jahr davon abgebracht werden. In Kyōto unterhielt er eigene Schulen für Kalligraphie und Ikebana. Er legte großen Wert auf überkommene Traditionen. Seine Sammlung bildet den Kern der Schätze des Familienarchivs Yōmei Bunko.
Seine Frau Noriko nai-shinnō (憲子内親王) war eine Tochter des Reigen-tennō, mit der er vier Kinder hatte. Nachdem er sich 1725 in ein Kloster zurückgezogen hatte, nahm er den Namen Yoraku-in an. Wie sein Vater galt er als meisterlicher Kalligraph. Sein Tagebuch Kaiki erfasst den Zeitraum von 1686 bis 1713. Sein zweiter Sohn Fusahiro (1710–30) wurde von Takatsukasa Kanehiro adoptiert.
Seine Tochter Tsunegimi (* 1702) stammte aus einer Liaison mit seiner Hausdame Majijiri. Sie wurde 1716 als nyogo mit Kaiser Nakamikado verheiratet und starb 19-jährig im Kindbett (1720/1). Zur Hochzeit hatte sie eine Pfründe von 2000 koku jährlich erhalten.